# Бојан Костић
Бојан Костић (Београд, 31. децембар 1966 — Њујорк, 11. септембар 2001) је био један од двојице Срба који су страдали у нападима 11. септембра 2001. на Светски трговински центар.

## Биографија
Рођен је 1966. у Београду, где је завршио основну школу и гимназију. Као један од веома талентованих младих играча у школи Кошаркашког клуба Партизан, добио је стипендију на Универзитету Ајова. Услед тешке повреде је морао да престане да се бави спортом. Дана 11. септембра 2001. се налазио на 104. спрату једне од зграда Светског трговинског центра у канцеларијама брокерске компаније Кантор Фицџералд. Минут после удара авиона и експлозије је позвао своју шведску вереницу Сузан, и оставио јој је поруку на секретарици да је авион ударио у зграду, и да ће људи покушати да се евакуишу.
Вече пре напада, Сузан је проверавала његово знање, будући да се спремао да полаже тест за добијање америчког држављанства. Успешно је одговорио на сва питања.
Његово тело никада није пронађено у олупинама Кули близнакиња.